# E2–E4
E2–E4 ist das erste Studioalbum des Ash-Ra-Tempel-Gitarristen Manuel Göttsching unter dessen eigenem Namen. Das Album ist ein knapp einstündiges minimalistisches, nur aus zwei Akkorden bestehendes Musikstück, das in neun einzelne Tracks unterteilt ist, welche nach Phasen eines Schach-Spiels benannt sind. Der Albumtitel ist nach einem klassischen Schacheröffnungszug benannt.
Das Album wurde am 12. Dezember 1981 im Berliner Studio Roma von Göttsching als Solist in einer Session aufgenommen und später auch nicht mehr nachträglich bearbeitet. Die erste Veröffentlichung dieser Improvisation als Langspielplatte erschien drei Jahre später.
Das Album gilt als eines der einflussreichsten Stücke der elektronischen Musik und als Meilenstein des Genres.

## Albumtitel
Manuel Göttsching war in den Siebzigerjahren ein passionierter Schachspieler. Das Schachspiel hatte ihm einst sein Vater beigebracht, der Spielzüge anhand der Notationen auch im Kopf ausführen konnte. Der Albumtitel ist eine Anspielung auf die Notation „e2–e4“ für den Eröffnungszug des Königsbauern. Auch experimentierte Göttsching zu jener Zeit mit dem Heimcomputer Apple II+, der im Hexadezimalsystem programmiert wurde. Darüber hinaus erinnerte der Albumtitel an den Namen des Droiden R2-D2 aus den Star-Wars-Filmen. Die Bezeichnung E2-E4 existierte als möglicher Albumtitel bereits vor der Aufnahme des Albums.

## Entstehung
Nachdem Ash Ra Tempel 1976 das Album New Age of Earth veröffentlicht hatten, tourte Göttsching vermehrt als Solokünstler. Bei seinen Konzerten spielte er auf der Bühne allein mit unterschiedlichen Musikinstrumenten. Dieses Konzept übernahm er zunehmend auch auf seine Studioaufnahmen. Während einer Session im Dezember 1981, in der Göttsching nur ein Mischpult, Keyboards, einen Sequenzer und einen Drumcomputer nutzte, entstand so das Stück E2-E4, welches der Musiker ursprünglich nicht als Album veröffentlichen wollte. In der ersten Hälfte des Stücks spielte Göttsching ausschließlich auf elektronischen Musikinstrumenten. Erst ab der 29. Minute des Albums nutzt er auch eine Gitarre. Die Beschränkung des Musikstücks auf zwei Akkorde, die sich in einem repetitiven Arrangement ständig wiederholen und über die gesamte Spielzeit nur minimal variiert werden, sind für den Künstler ein elementares Element des Stücks:

„Bei „E2–E4“ wiederholt sich eigentlich ganz wenig vollkommen monoton, da sind ganz viele, kleine Variationen drin. Ich habe die ganze Zeit an den Geräten rumgespielt. Es entwickelt sich ununterbrochen weiter, aber das bekommt man nur mit, wenn man die Sensoren dafür hat und genau hinhört“

Da Göttsching zum Zeitpunkt der Aufnahme keinen Plattenvertrag hatte und das Stück auch nicht mehr bei seinem früheren Musiklabel Virgin Schallplatten (heute Teil der EMI Group) herausbringen wollte, wurde das Material zunächst nicht als Album veröffentlicht. Drei Jahre später erinnerte sich der Musiker und Produzent Klaus Schulze an das Stück und fragte bei Göttsching an, ob er es auf seinem neuen Label veröffentlichen dürfe. So erschien das Album 1984 in einer auf 1000 Stück limitierten Pressung als vierte Veröffentlichung auf Schulzes Label Inteam.

## Gestaltung
Das minimalistische Artwork des Albums zeigt lediglich ein Schachbrett in den Farben beige und braun sowie den Namen des Künstlers und den Albumtitel.
Im Jahr 2006 veröffentlichte der Musiker James Murphy unter dem Projektnamen LCD Soundsystem für das Unternehmen Nike einen Track mit dem Namen 45:33. Hierbei kam es zu einem Rechtsstreit mit Göttsching, da Murphy für das Artwork das Cover von E2-E4 zum Großteil kopierte, ohne hierfür die erforderlichen Nutzungsrechte eingeholt zu haben.

## Titelliste
Seite A
1. Ruhige Nervosität / Quiet Nervousness – 13:00
2. Gemäßigter Aufbruch / Moderate Start – 10:00
3. …und Mittelspiel / …And Central Game – 7:00
4. Ansatz / Promise – 6:00
Seite B
5. Damen-Eleganza / Queen A Pawn – 5:00
6. Ehrenvoller Kampf / Glorious Fight – 3:00
7. Hoheit weicht (nicht ohne Schwung) / H. R. H. Retreats (With A Swing…) – 9:00
8. …und Souveränität / …And Sovereignty – 3:00
9. Remis / Draw – 3:00
Der Track Queen A Pawn beinhaltet die englische Formulierung für die Bauernumwandlung in eine Dame beim Schachspiel. Remis ist die Bezeichnung für ein Unentschieden.
Auf einigen Originalcovern werden Kapitälchen verwendet, dementsprechend wird dort das „ß“ durch „ss“ ersetzt; ebenso werden, wenn überhaupt, Zeitangaben ohne Sekunden gemacht. Auch werden die englischen Titel teilweise nicht angegeben.
Bei Schallplatten-Ausgaben werden die hier von 1 bis 4 nummerierten Titel der ersten Seite zugerechnet und die restlichen Titel der zweiten Seite. Als Laufzeiten werden auf der Schallplattenhülle für die erste Seite 31:38, für die zweite Seite 23:00 angegeben. CD-Veröffentlichungen geben die Laufzeit des Albums mit 59:20 an.

## Rezeption
Zunächst nur einem eingeweihten Kreis bekannt, entwickelte sich E2–E4 in den späten 80er und frühen 90er Jahren zu einem Underground-Hit in der aufkommenden House- und Techno-Szene. Der US-amerikanische DJ Larry Levan spielte das Stück oftmals in kompletter Länge als Ausklang seiner DJ-Sets im New Yorker Nachtclub Paradise Garage und verhalf ihm dadurch zu neuer Popularität.
Im Jahr 1989 wurde E2–E4 für den Housetrack Sueño Latino der gleichnamigen italienischen Formation gesampelt. Die Platte wurde in Europa zum Hit und erschien seitdem in über 30 verschiedenen Versionen und mit zahlreichen Remixen, unter anderem von Derrick May, Bushwacka! und Salt Tank.
Der Musiker Carl Craig veröffentlichte 1994 unter dem Alias Paperclip People auf seinem Label Planet E die Single Remake. Das darauf enthaltene Stück Remake (Duo) ist eine Techno-Neuinterpretation von E2-E4. Noch im gleichen Jahr erschien ebenfalls auf Planet E mit „Remake“ Basic Reshape ein Remix der deutschen Musiker Moritz von Oswald und Mark Ernestus unter deren Alias Basic Channel. Diese Neuinterpretation durch von Oswald und Ernestus ist eine äußerst reduzierte Dub-Techno-Variation, die auf keine bekannten Samples des Originals mehr zurückgreift. Das Stück erschien 1995 als e2e4 Basic Reshape auch auf der vielbeachteten Basic Channel CD.
Anlässlich des 25-jährigen Jubiläums der Aufnahme erschien 2006 auf Göttschings eigenem Label MG.ART eine E2–E4 – 25th Anniversary Edition des Albums. Am Jahrestag, dem 12. Dezember 2006, spielte der Künstler das Stück live im Berliner Technoclub Berghain und trat damit zum ersten Mal live mit einer Performance von E2–E4 in Europa auf. Zuvor hatte er das Stück am 27. August 2006 zum ersten Mal überhaupt vor Livepublikum auf dem Metamorphose Festival in Japan aufgeführt. Eine Aufnahme des Liveauftritts wurde 2009 unter dem Titel E2–E4 Live In Japan als DVD veröffentlicht.
Alex Kassian und Mad Professor veröffentlichten im Sommer 2024 mit E2-E4 - A Reference To E2-E4 By Manuel Göttsching eine Hommage an Göttsching und E2-E4. Das 12"-Vinyl enthält zwei Stücke à 12 Minuten.